# Herbertingen
Herbertingen település Németországban, azon belül Baden-Württembergben. Lakosainak száma 4766 fő (2023. december 31.).

## Népesség
A település népessége az elmúlt években az alábbi módon változott:
| Lakosok száma | 4030 | 4784 | 4792 | 4783 | 4805 | 4766 |
|               | 1975 | 2017 | 2019 | 2021 | 2022 | 2023 |